# 庙岭乡
庙岭乡，是中华人民共和国江西省九江市修水县下辖的一个乡镇级行政单位。

## 行政区划
庙岭乡下辖以下地区：
大路村、安峰村、小山口村、戴家村、上坪村和庙岭村。